# Maninghen-Henne
Pour les articles homonymes, voir Henne.
Ne doit pas être confondu avec Maninghem.
Maninghen-Henne est une commune française située dans le département du Pas-de-Calais en région Hauts-de-France. Ses habitants sont appelés les Maninghenois. La commune est membre de la communauté de communes de la Terre des Deux Caps.
Le territoire de la commune est situé dans le parc naturel régional des Caps et Marais d'Opale.

## Géographie

### Localisation
Localisée dans le nord-ouest du département du Pas-de-Calais, Maninghen-Henne est une commune, de la vallée du  Wimereux, située, à vol d'oiseau, à 4 km des plages de la Côte d'Opale et à 6 km au nord-est de la commune de Boulogne-sur-Mer (chef-lieu d'arrondissement).
Le territoire de la commune est limitrophe de ceux de cinq communes.
Les communes limitrophes sont  Offrethun, Pittefaux, Wacquinghen, Wierre-Effroy et Wimille.

### Géologie et relief
La superficie de la commune est de 3,99 km2 ; son altitude varie de 9  à   115 m.

### Hydrographie
Le territoire de la commune est situé dans le bassin Artois-Picardie.
La commune est traversée par le Wimereux, cours d'eau naturel non navigable de 22,1 km, qui prend sa source dans la commune de Colembert et se jette dans la Manche à Wimereux.

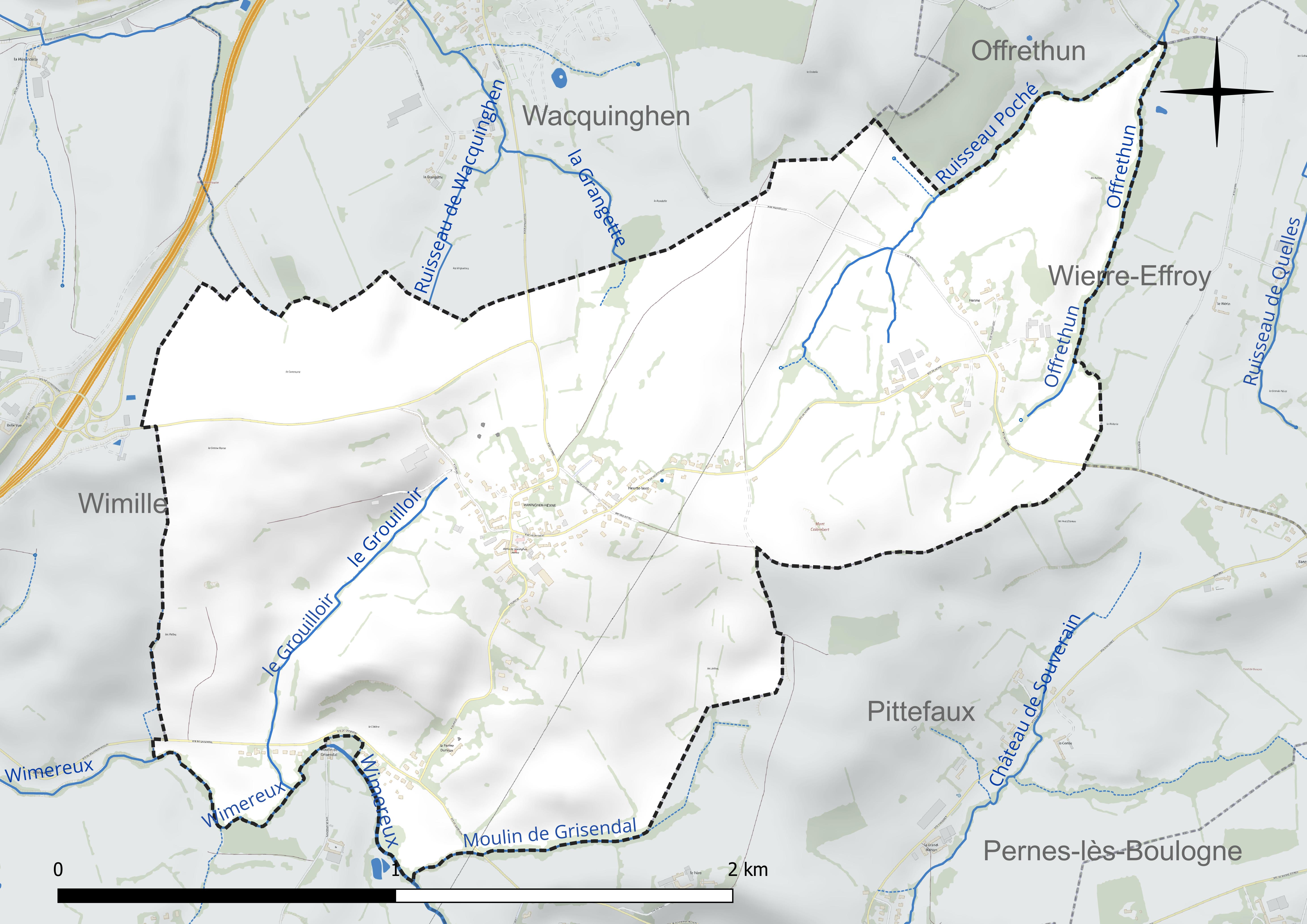
Réseau hydrographique de Maninghen-Henne.

### Climat
Pour des articles plus généraux, voir Climat des Hauts-de-France et Climat du Pas-de-Calais.
En 2010, le climat de la commune est de type climat océanique franc, selon une étude du CNRS s'appuyant sur une série de données couvrant la période 1971-2000. En 2020, Météo-France publie une typologie des climats de la France métropolitaine dans laquelle la commune est exposée à un climat océanique et est dans la région climatique Côtes de la Manche orientale, caractérisée par un faible ensoleillement (1 550 h/an) ; forte humidité de l’air (plus de 20 h/jour avec humidité relative > 80 % en hiver), vents forts fréquents.
Pour la période 1971-2000, la température annuelle moyenne est de 10,4 °C, avec une amplitude thermique annuelle de 12,8 °C. Le cumul annuel moyen de précipitations est de 812 mm, avec 12,6 jours de précipitations en janvier et 8,4 jours en juillet. Pour la période 1991-2020, la température moyenne annuelle observée sur la station météorologique la plus proche, située sur la commune de Boulogne-sur-Mer à 6 km à vol d'oiseau, est de 11,2 °C et le cumul annuel moyen de précipitations est de 824,5 mm,. Pour l'avenir, les paramètres climatiques de la commune estimés pour 2050 selon différents scénarios d'émission de gaz à effet de serre sont consultables sur un site dédié publié par Météo-France en novembre 2022.

### Paysages
La commune est située à la jonction de deux paysages tel qu’ils sont définis dans l’atlas des paysages de la région Nord-Pas-de-Calais, conçu par la direction régionale de l'Environnement, de l'Aménagement et du Logement (DREAL), :
- le « paysage boulonnais » qui concerne 66 communes, se délimite : au Nord, par les paysages des coteaux calaisiens et du Pays de Licques, à l’Est, par le paysage du Haut pays d’Artois, et au Sud, par les paysages Montreuillois.

Ce paysage, constitué d'une boutonnière bordée d’une cuesta définissant un pays d’enclosure, est essentiellement un paysage bocager composé de 47 % de son sol en herbe ou en forêt et de 31 % en herbage, avec, dans le sud et l’est, trois grandes forêts, celle de Boulogne, d’Hardelot et de Desvres et, au nord, le bassin de carrière avec l'extraction de la pierre de Marquise depuis le Moyen Âge et de la pierre marbrière dont l'extraction s'est développée au XIXe siècle.
La boutonnière est formée de trois ensembles écopaysagers : le plateau calcaire d’Artois qui forme le haut Boulonnais, la boutonnière qui forme la cuvette du bas Boulonnais et la cuesta formée d’escarpements calcaires.
Dans ce paysage, on distingue trois entités : les vastes champs ouverts du Haut Boulonnais ; le bocage humide dans le Bas Boulonnais et la couronne de la cuesta avec son dénivelé important et son caractère boisé.

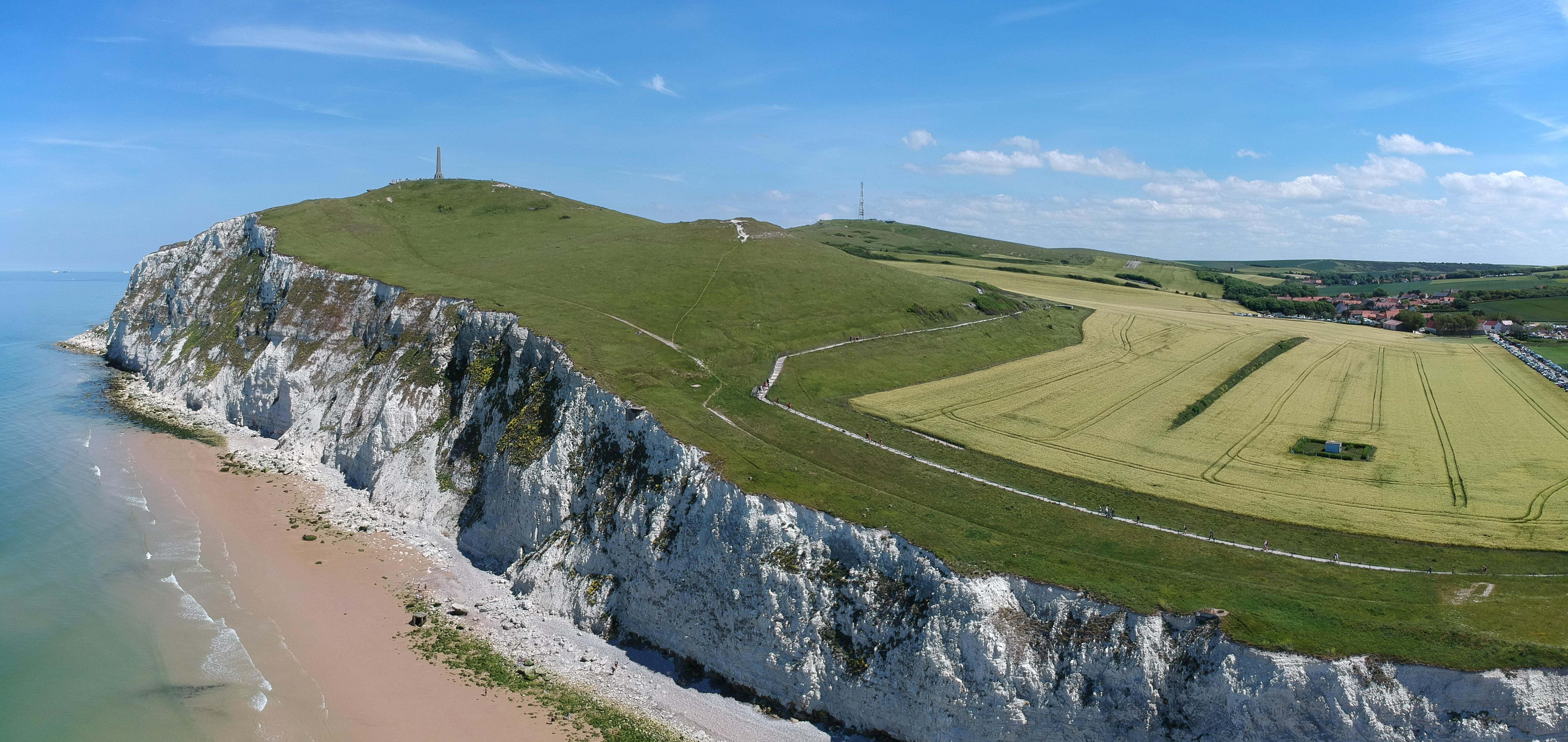
Une vue de ces « paysages des falaises d’Opale » et le cap Blanc-Nez.

- les « paysages des falaises d’Opale », qui concernent 30 communes, s’étendent le long de la côte, d’Équihen-Plage  à Sangatte, sur une bande d’environ 50 kilomètres de long et d’un maximum de 5 kilomètres de large, l'autoroute A 16 étant la frontière à l'est. Ils sont constitués, d’une part, par les falaises d’Opale où se trouve le grand site des Deux Caps qui, avec le cap Blanc-Nez, culmine à 150 mètres, ces falaises offrent un belvédère sur le pas de Calais  avec la possibilité de voir les côtes d’Angleterre, et d’autre part, vers l’intérieur des terres, avec les paysages littoraux qui jouxtent ceux des coteaux calaisiens et du pays de Licques, d'un paysage alternant collines, vallons et bocages.

L’occupation des sols se répartit en 43 % de cultures pour les paysages arrière-littoraux, 20 % de sols artificialisés, 20 % de prairies et forêts et 10 % de plage.
Les crans constituent une des particularités de ces côtes à falaises. Les crans sont des vallées suspendues qui se sont retrouvées le « nez en l’air », soit du fait de l’affaissement du pas de Calais, soit par la baisse du niveau de la mer comme le cran d’Escalles, le cran Mademoiselle, le cran Poulet, le cran Barbier, le cran des Sillers, le cran de Quette et le cran aux Œufs, situés, eux, sur la commune d’Audinghen.
Ces paysages sont traversés par trois fleuves côtiers, la Liane (Boulogne-sur-Mer), le Wimereux (Wimereux) et la Slack (Ambleteuse), et par le sentier de grande randonnée GR 120 ou GR littoral, appelé aussi sentier des douaniers, qui chemine le long de ces paysages et offre un magnifique panorama.

### Milieux naturels et biodiversité

#### Espace protégé et géré
La protection réglementaire est le mode d’intervention le plus fort pour préserver des espaces naturels remarquables et leur biodiversité associée.
Dans ce cadre, la commune fait partie d'un espace protégé : le parc naturel régional des Caps et Marais d'Opale, d’une superficie de 132 499 hectares réparties sur 154 communes, géré par le syndicat mixte d'aménagement et de gestion du parc naturel régional des Caps et Marais d'Opale.

#### Zone naturelle d'intérêt écologique, faunistique et floristique
L’inventaire des zones naturelles d'intérêt écologique, faunistique et floristique (ZNIEFF) a pour objectif de réaliser une couverture des zones les plus intéressantes sur le plan écologique, essentiellement dans la perspective d’améliorer la connaissance du patrimoine naturel national et de fournir aux différents décideurs un outil d’aide à la prise en compte de l’environnement dans l’aménagement du territoire.
Le territoire communal comprend une ZNIEFF de type 1 :
la vallée du Wimereux entre Wimille et Belle-et-Houllefort. Cette partie de la vallée du Wimereux, située au nord de la RN 42, en marge de la cuvette du bas Boulonnais, marque les limites entre les terrains jurassiques et le bassin calcaire de Marquise-Rinxent.

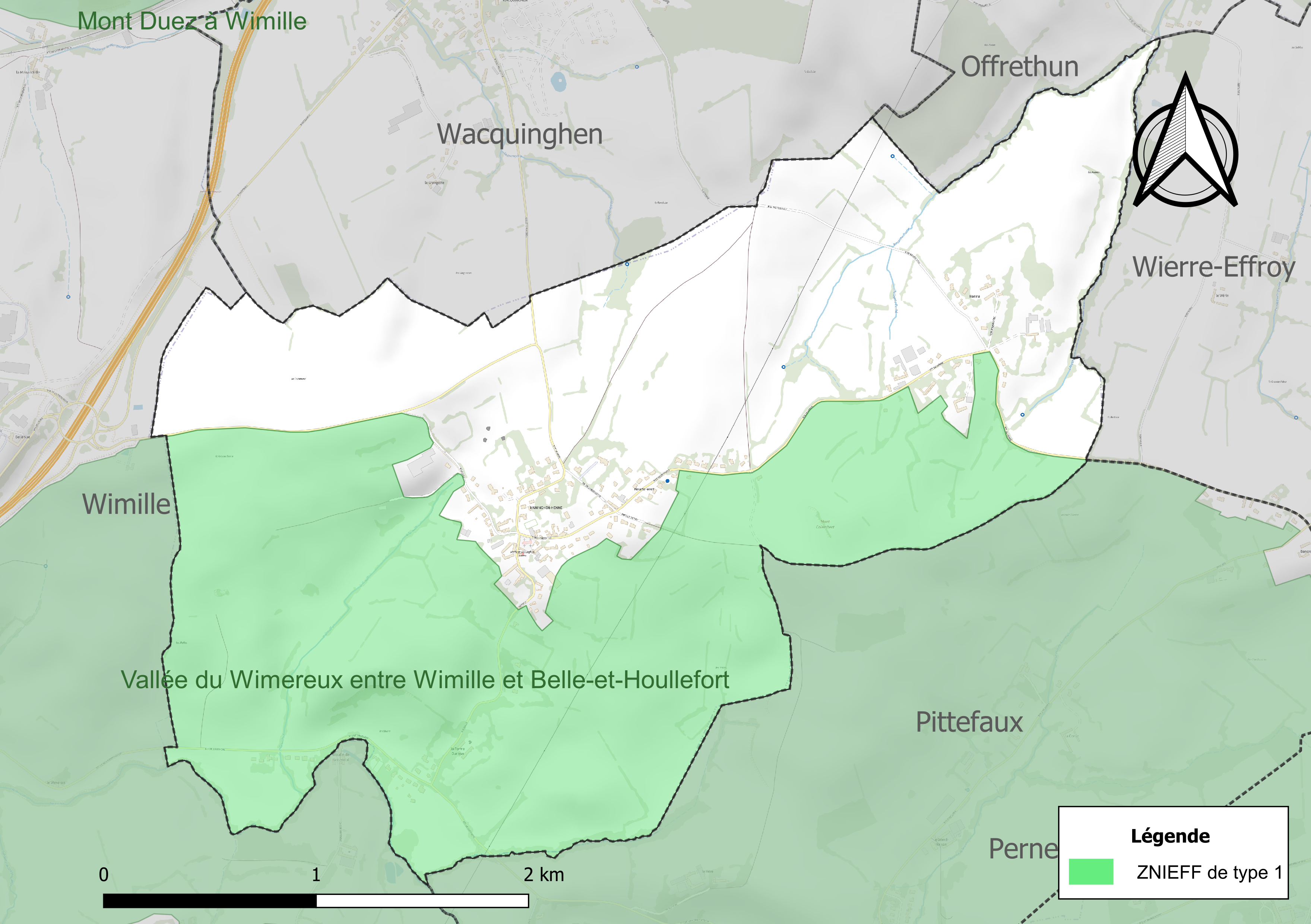
Carte de la ZNIEFF sur la commune.

#### Espèces faunistiques et floristiques
L’Inventaire national du patrimoine naturel (INPN) recense plusieurs espèces faunistiques et floristiques sur le territoire de la commune dont certaines sont protégées et d’autres menacées et quasi-menacées.

## Urbanisme

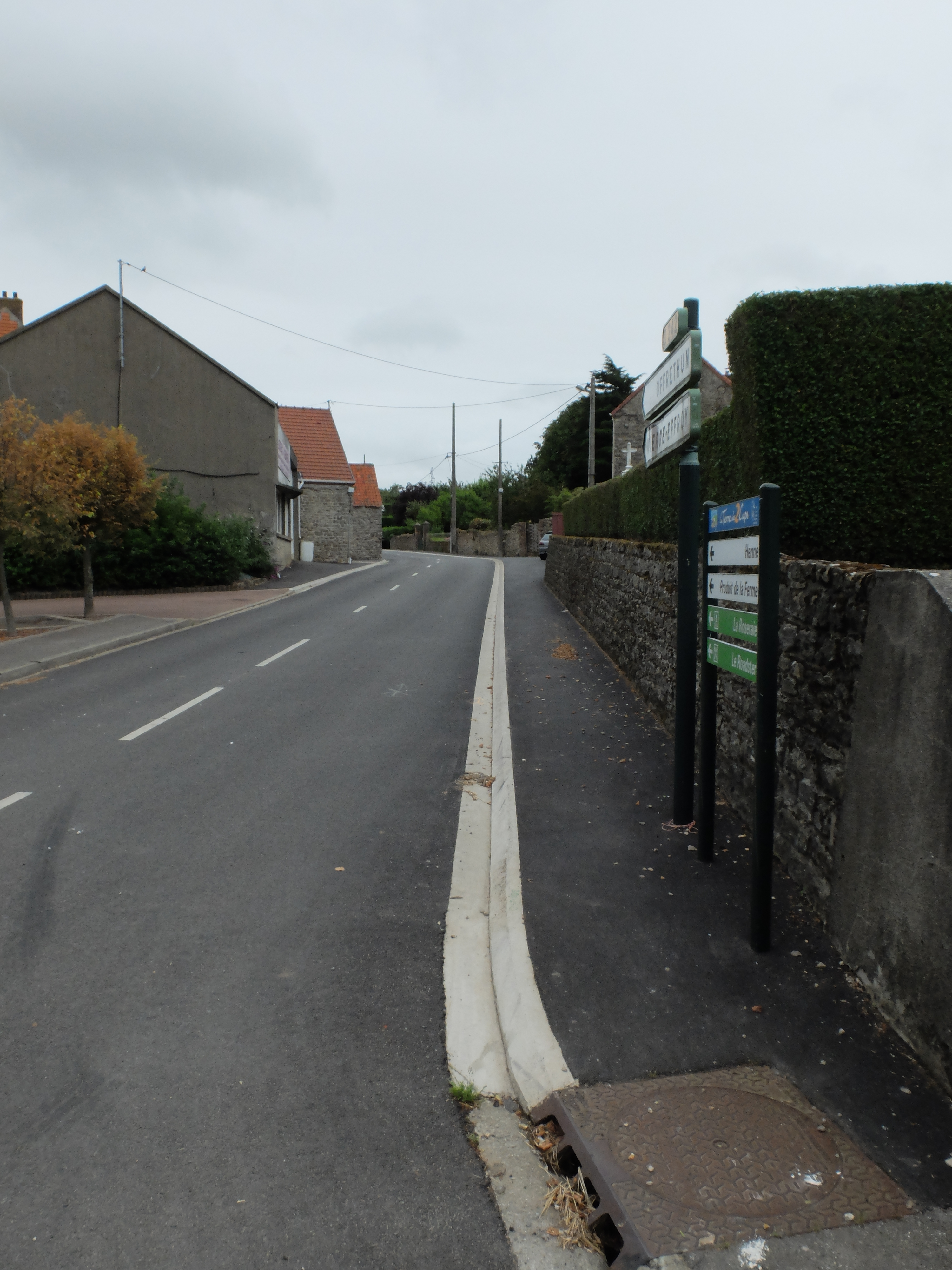
La rue de Hurtevent.

### Typologie
Au 1er janvier 2024, Maninghen-Henne est catégorisée commune rurale à habitat dispersé, selon la nouvelle grille communale de densité à sept niveaux définie par l'Insee en 2022.
Elle est située hors unité urbaine. Par ailleurs la commune fait partie de l'aire d'attraction de Boulogne-sur-Mer, dont elle est une commune de la couronne,. Cette aire, qui regroupe 80 communes, est catégorisée dans les aires de 50 000 à moins de 200 000 habitants,.

### Occupation des sols
L'occupation des sols de la commune, telle qu'elle ressort de la base de données européenne d’occupation biophysique des sols Corine Land Cover (CLC), est marquée par l'importance des territoires agricoles (100 % en 2018), une proportion identique à celle de 1990 (100 %). La répartition détaillée en 2018 est la suivante : 
terres arables (44,2 %), prairies (43,2 %), zones agricoles hétérogènes (12,6 %). L'évolution de l’occupation des sols de la commune et de ses infrastructures peut être observée sur les différentes représentations cartographiques du territoire : la carte de Cassini (XVIIIe siècle), la carte d'état-major (1820-1866) et les cartes ou photos aériennes de l'IGN pour la période actuelle (1950 à aujourd'hui).

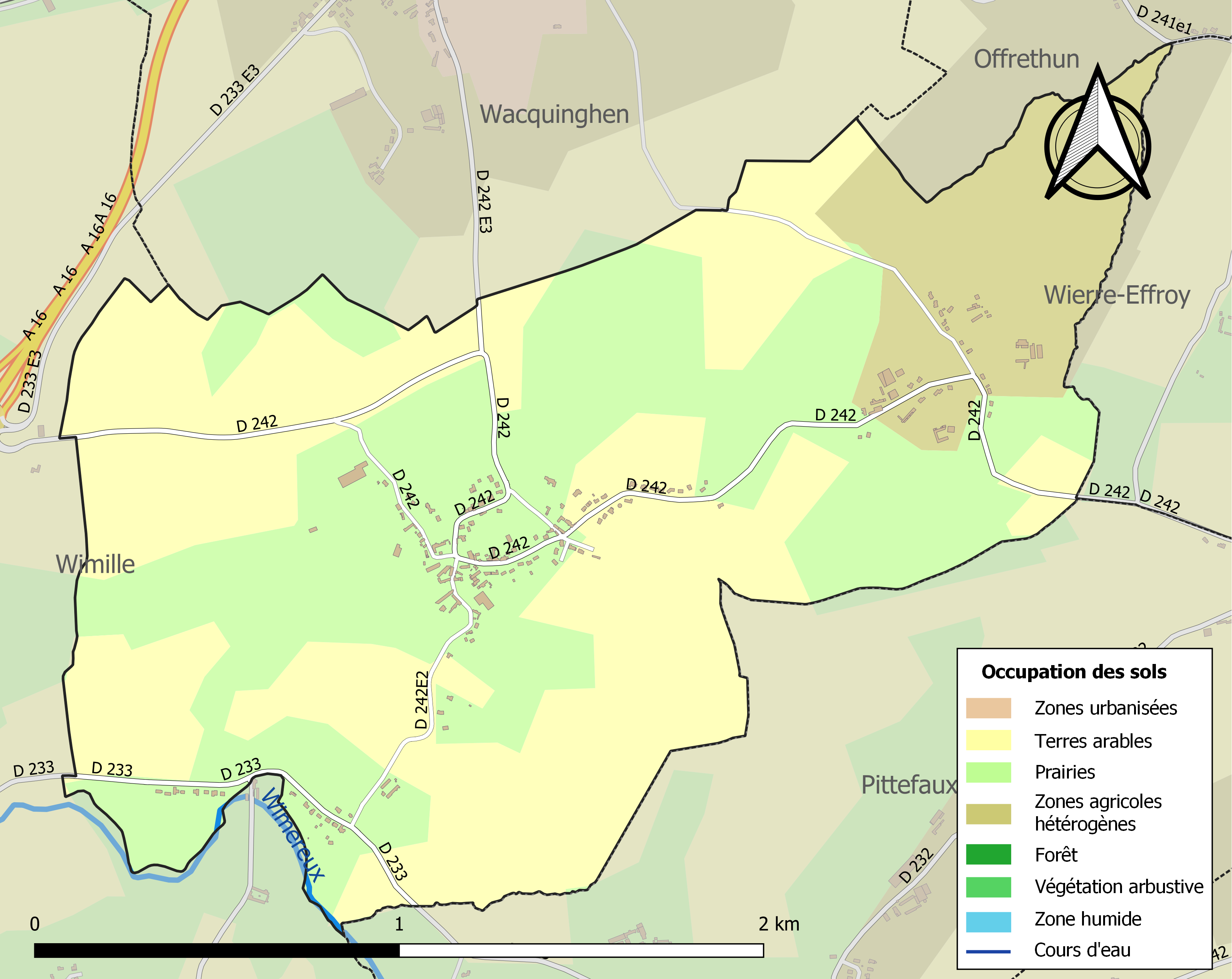
Carte des infrastructures et de l'occupation des sols de la commune en 2018 (CLC).

## Toponymie

### Maninghen-Henne
Le nom de la localité est attesté sous les formes Manengehem (1208) ; Manighens u mont (1239) ; Manighehem el mont (XIIIe siècle) ; Maninghem-u-mont (1338) ; Maninghem-u-monts (1340) ; Maninghen (1506) ; Maninghen-emprès-Wimille (XVe siècle) ; Maninghem-lès-Wimille (1725) ; Maninghem-Wimille (1801) et Maninghen-Henne depuis 1929.
Viendrait de l'anthroponyme germanique Manno suivi du suffixe -ingen « peuple » + heim « domaine, demeure », signifiant « domaine du peuple de Manno ».

### Henne
Henne (hameau de Maninghen) : Le Hanne (1298), Hanes (1338), Hennes et Hennez (1393).

## Politique et administration

### Découpage territorial
La commune se trouve dans l'arrondissement de Boulogne-sur-Mer du département du Pas-de-Calais.

#### Commune et intercommunalités
La commune est membre de la communauté de communes de la Terre des Deux Caps qui regroupe 21 communes et compte 22 332 habitants en 2021.

#### Circonscriptions administratives
La commune est rattachée au canton de Desvres.

#### Circonscriptions électorales
Pour l'élection des députés, la commune fait partie de la sixième circonscription du Pas-de-Calais.

### Élections municipales et communautaires

#### Liste des maires
| Période                                  | Période                    | Identité       | Étiquette | Qualité      |
| ---------------------------------------- | -------------------------- | -------------- | --------- | ------------ |
| Les données manquantes sont à compléter. |                            |                |           |              |
| 1990                                     | 2020                       | Michel Lagaise |           |              |
| 25 mai 2020                              | En cours (au 28 mars 2022) | Didier Béal    |           | Agriculteur, |

## Population et société

### Démographie
Les habitants sont appelés les Maninghenois.

#### Évolution démographique
L'évolution du nombre d'habitants est connue à travers les recensements de la population effectués dans la commune depuis 1793. Pour les communes de moins de 10 000 habitants, une enquête de recensement portant sur toute la population est réalisée tous les cinq ans, les populations de référence des années intermédiaires étant quant à elles estimées par interpolation ou extrapolation. Pour la commune, le premier recensement exhaustif entrant dans le cadre du nouveau dispositif a été réalisé en 2006.

En 2022, la commune comptait 329 habitants, en évolution de +1,86 % par rapport à 2016 (Pas-de-Calais : −0,72 %, France hors Mayotte : +2,11 %).
| 1793 | 1800 | 1806 | 1821 | 1831 | 1836 | 1841 | 1846 | 1851 |
| ---- | ---- | ---- | ---- | ---- | ---- | ---- | ---- | ---- |
| 143  | 131  | 148  | 166  | 185  | 163  | 156  | 168  | 138  |

| 1856 | 1861 | 1866 | 1872 | 1876 | 1881 | 1886 | 1891 | 1896 |
| ---- | ---- | ---- | ---- | ---- | ---- | ---- | ---- | ---- |
| 150  | 139  | 140  | 138  | 136  | 171  | 169  | 146  | 156  |

| 1901 | 1906 | 1911 | 1921 | 1926 | 1931 | 1936 | 1946 | 1954 |
| ---- | ---- | ---- | ---- | ---- | ---- | ---- | ---- | ---- |
| 167  | 148  | 139  | 138  | 138  | 138  | 152  | 146  | 122  |

| 1962 | 1968 | 1975 | 1982 | 1990 | 1999 | 2006 | 2011 | 2016 |
| ---- | ---- | ---- | ---- | ---- | ---- | ---- | ---- | ---- |
| 116  | 123  | 112  | 181  | 211  | 298  | 309  | 340  | 323  |

| 2021 | 2022 | - | - | - | - | - | - | - |
| ---- | ---- | - | - | - | - | - | - | - |
| 318  | 329  | - | - | - | - | - | - | - |

#### Pyramide des âges
En 2018, le taux de personnes d'un âge inférieur à 30 ans s'élève à 24,9 %, soit en dessous de la moyenne départementale (36,7 %). À l'inverse, le taux de personnes d'âge supérieur à 60 ans est de 27,4 % la même année, alors qu'il est de 24,9 % au niveau départemental.
En 2018, la commune comptait 152 hommes pour 152 femmes, soit un taux de 50,00 % de femmes, légèrement inférieur au taux départemental (51,50 %).
Les pyramides des âges de la commune et du département s'établissent comme suit.
| Hommes | Classe d’âge | Femmes |
| ------ | ------------ | ------ |
| 0,0    | 90 ou +      | 0,0    |
| 7,3    | 75-89 ans    | 7,1    |
| 22,5   | 60-74 ans    | 17,9   |
| 28,8   | 45-59 ans    | 34,1   |
| 16,4   | 30-44 ans    | 16,0   |
| 10,7   | 15-29 ans    | 12,3   |
| 14,3   | 0-14 ans     | 12,6   |

| Hommes | Classe d’âge | Femmes |
| ------ | ------------ | ------ |
| 0,5    | 90 ou +      | 1,6    |
| 5,6    | 75-89 ans    | 8,9    |
| 16,7   | 60-74 ans    | 18,1   |
| 20,2   | 45-59 ans    | 19,2   |
| 18,9   | 30-44 ans    | 18,1   |
| 18,2   | 15-29 ans    | 16,2   |
| 19,9   | 0-14 ans     | 17,9   |

## Culture locale et patrimoine

### Lieux et monuments
- L'église Saint-Martin datant du XIIe siècle[38].
- Le monument aux morts[39].

### Héraldique

Armes de la famille Acary.

| Blason de Maninghen-Henne | Blason  | De gueules à l'aigle d’or. |
| Blason de Maninghen-Henne | Détails | Basé sur les armes de la famille Acary, connue depuis la fin du XIIIe siècle, qui donna les seigneurs de Maninghen et qui portait : d'or à l'aigle (bicéphale) de sable. Le statut officiel du blason reste à déterminer. |

## Pour approfondir

#### Bases de données, dictionnaires et encyclopédies
- Ressources relatives à la géographie :   - Insee (communes)
  - Ldh/EHESS/Cassini
- Ressource relative à plusieurs domaines :   - Annuaire du service public français
- Notices d'autorité :   - BnF (données)